# محوطه دره یابو ۱
محوطه دره یابو ۱ مربوط به دوره اشکانیان - دوره ساسانیان است و در شهرستان گیلانغرب، بخش گواور، دهستان حیدریه، ۳۴۰۰ متری شمال غربی روستای ژاو مرگ واقع شده و این اثر در تاریخ ۲۶ اسفند ۱۳۸۷ با شمارهٔ ثبت ۲۵۶۷۲ به‌عنوان یکی از آثار ملی ایران به ثبت رسیده است.